# 梯牧草
梯牧草又叫提摩草、提摩西草（英語：Timothy-grass）、猫尾草（英語：common cat's tail），是一种多年生禾本科植物，原产于除地中海地区外的欧洲大部分地方。梯牧草生长高度约50至150厘米，叶可长达45厘米、宽达1厘米，花连带密集的小穗有7至15厘米长、8至10毫米宽。梯牧草常与狐尾草、假梯牧草（Phleum phleoides）相混淆。梯牧草大概是根据提摩西·汉森（Timothy Hanson）的名字命名的，据说他在18世纪将梯牧草从新英格兰引入到美国南部各州。

## 亚种
梯牧草下有两个亚种：
- Phleum pratense subsp. pratense ，体型较大，高达150厘米，分布广泛

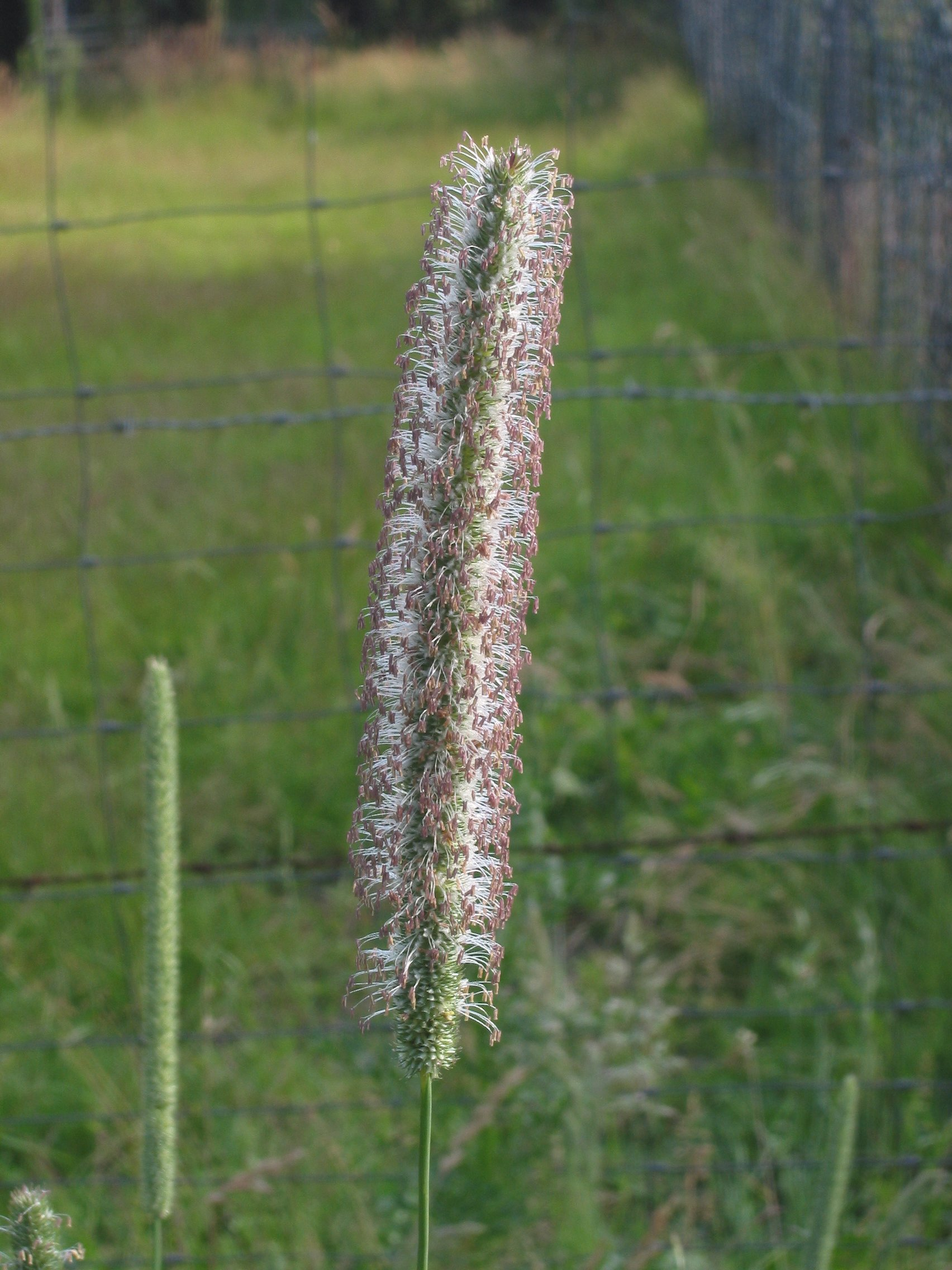
圆柱状、稠密、穗状的圆锥花序

- Phleum pratense subsp. bertolonii ，体型较小，高达70厘米，分布在钙质草地

### 栽培和用途
北美洲早期定居者无意间引入了梯牧草。梯牧草最早于1711年被约翰·赫德（John Hurd）在新罕布什尔州发现并将其命名为“赫德草”，但是推广作为一种干草来种植则是由一个叫提摩西·汉森（Timothy Hanson）的农民开始的。梯牧草从1720年开始推广到现在，一直都以“提摩西草”而为人所知。梯牧草在美国和加拿大大部分地方均已被驯化。
梯牧草能用作家牛饲料，制成干草后也可作为马的食粮。梯牧草含有相对较多的纤维，特别是晚收割的。它被认为是标准混合干草的一部分，能为马提供优良的营养。梯牧草是兔、豚鼠、毛丝鼠、八齿鼠等家庭宠物的主要粮食，构成它们饮食的一大部分。一些鳞翅目昆虫的幼虫则以梯牧草为食草，如欧洲弄蝶（Thymelicus lineola）。梯牧草也生长在路边和弃耕地，但一般需要营养丰富的土壤。
梯牧草的花粉是一种常见的过敏原，它也被用于制作新型Grazax牌花粉症疫苗，疫苗可以用来修补免疫系统，使身体不再对花粉产生反应。
梯牧草能越冬，而枯萎的、淡黄色的花柄则只能抵御寒冷一小段时间，而且因其独特的穗状花序而被认出。

## 相似物种
梯牧草常与狐尾草（Alopecurus pratensis）相混淆。梯牧草开花时间从六月到八月，而狐尾草则是从四月到六月。对比它们的圆锥花序，梯牧草的小穗像成对突出的触角，而狐尾草的则是单一的、软的芒。

## 外部連結
- 中国数字植物标本馆中的相关内容：梯牧草
- Flora Europaea: Phleum pratense （页面存档备份，存于）
- Timothy - US Department of Agriculture （页面存档备份，存于）